# Mortemer, Oise

Mortemer este o comună în departamentul Oise, Franța. În 1 ianuarie 2022 avea o populație de 220 de locuitori.